# Lipník nad Bečvou (zámek)
Lipník nad Bečvou je zámek, který se nachází západně od centra stejnojmenného města v Bratrské ulici. Původně vystavěn v renesančním slohu Bruntálskými z Vrbna (1597–1609), později upravován za Ditrichštejnů, současná podoba pochází z poloviny 19. století. Zámek je sídlem Městského úřadu, od roku 1958 je na seznamu kulturních památek. Významným prvkem je střešní zahrada z 19. století na budově bývalých koníren.

## Dějiny
Lipník byl od středověku součástí helfštýnského panství. Koncem 16. století přistoupili tehdejší majitelé Bruntálští z Vrbna k výstavbě zámku v Lipníku. K přesídlení z Helfštýna do Lipníku se rozhodl Hynek Bruntálský z Vrbna, který v roce 1596 skoupil několik předměstských gruntů a zahájil výstavbu zámku. Zemřel již v roce 1597 a ve stavbě pak pokračoval jeho syn Jiří Bruntálský z Vrbna , který se jako nejvyšší sudí na Moravě zapojil do stavovského povstání a zemřel roku 1622 ve vězení na Špilberku.

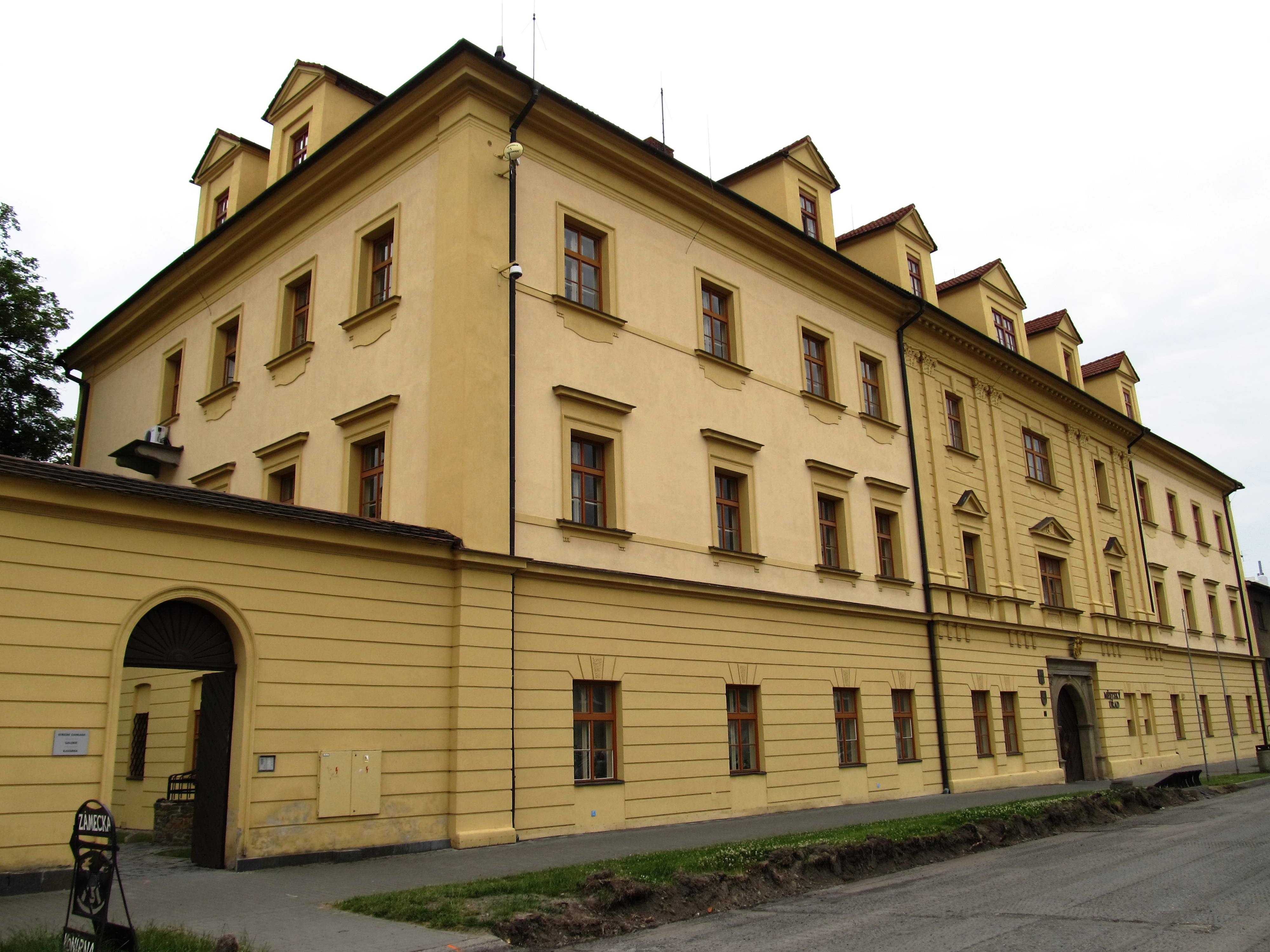
Hlavní budova zámku pohledem z Bratrské ulice

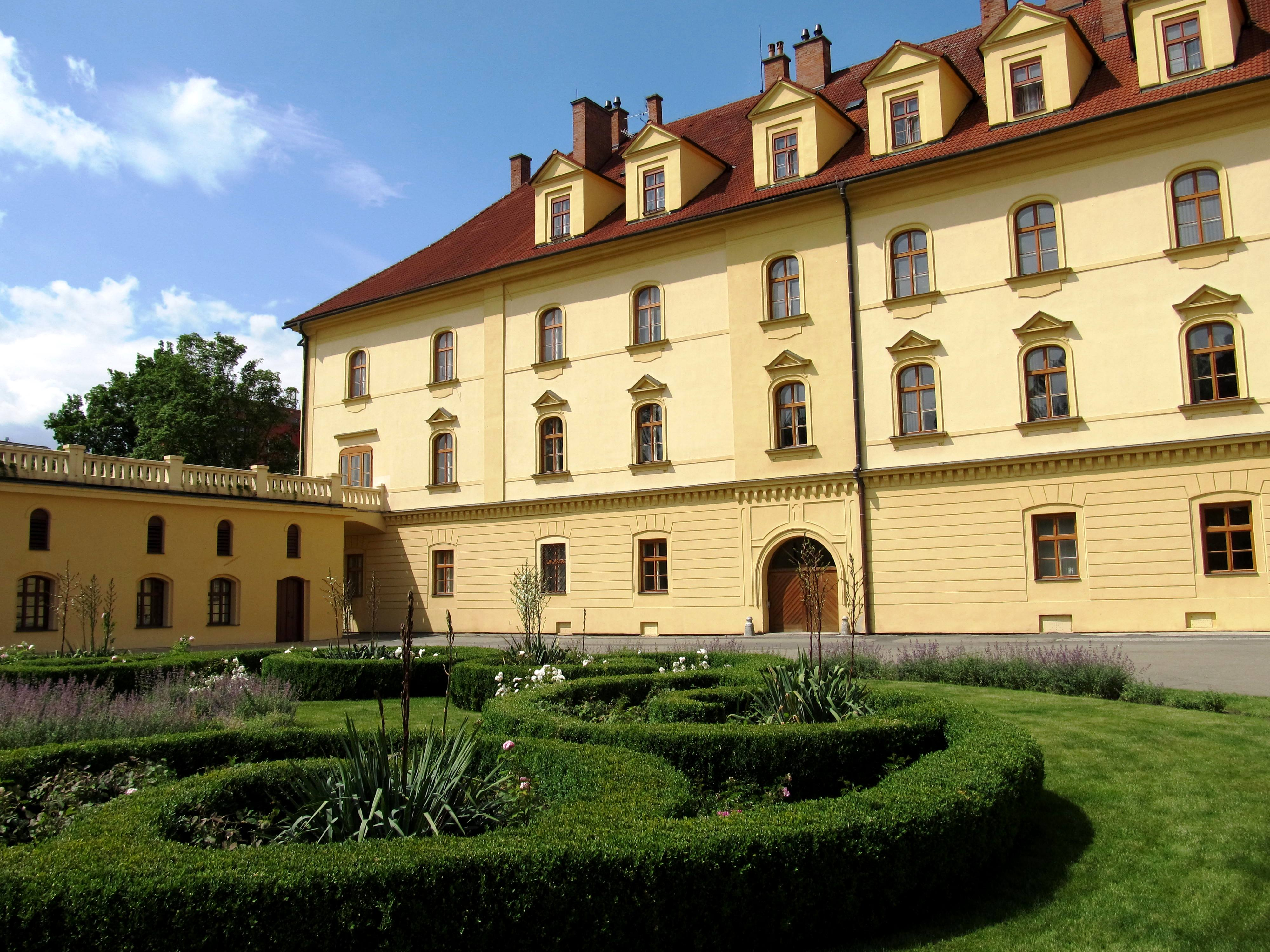
Nádvoří zámku

Helfštýn s Lipníkem jako konfiskát získal v roce 1622 kardinál František z Ditrichštejna, který převzal i nedaleké Hranice. Význam Lipníku tehdy vzrostl jako centra severomoravských držav Ditrichštejnů, panství se od roku 1626 nazývalo lipnické (na rozdíl od dosavadního označení helfštýnské) a zámek se stal sídlem panské správy. Ditrichštejnové vlastnili řadu dalších majetků na Moravě, v Čechách a v Rakousku, jejich hlavním sídlem byl Mikulov, takže zámek v Lipníku měl jen okrajový význam.

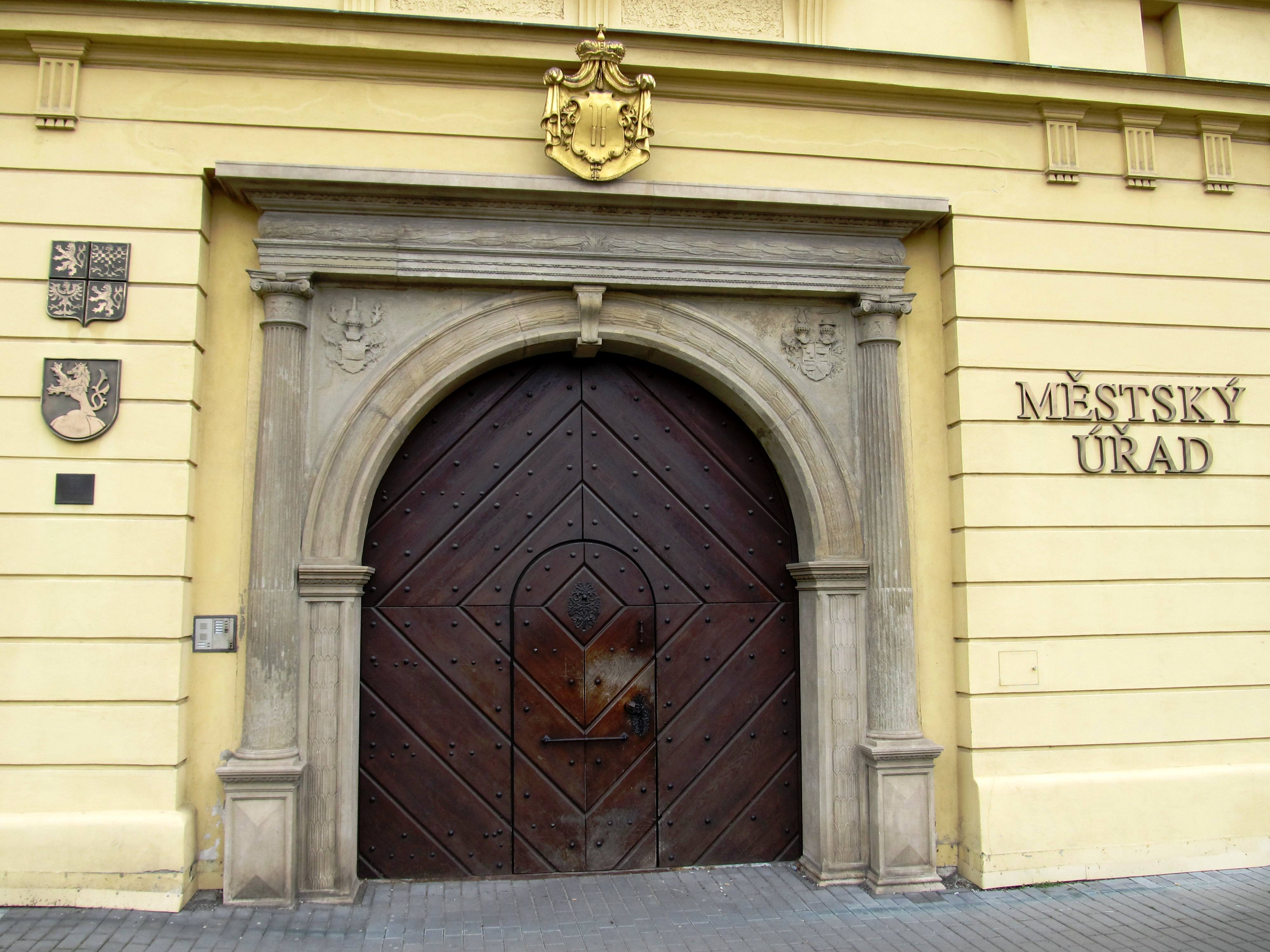
Vstupní portál s erbem Ditrichštejnů

Ke změně došlo po vymření Ditrichštejnů a rozdělení majetku mezi čtyři dědičky posledního knížete. Lipník a Hranice v roce 1858 při losování o rozsáhlé dědictví získala Gabriela Ditrichštejnová (1825–1909), provdaná za knížete Alfreda z Hatzfeldu (1825–1911). Za nich se zámek v Lipníku stal znovu šlechtickou rezidencí. Dědičkou pak byla jejich dcera Antoinetta (1856–1933), provdaná za hraběte Michaela Roberta Althanna. Její syn hrabě Michael Karel Althann (1897–1987) byl posledním soukromým majitelem, jemu byly v roce 1945 zkonfiskovány majetky nejen v Československu, ale také v Polsku.
Po roce 1945 se zámek stal majetkem Vojenských lesů a statků, byly zde kanceláře, ale i byty zaměstnanců. Nyní je zámek sídlem Městského úřadu v Lipníku nad Bečvou, společenský sál slouží pro kulturní akce a svatební obřady, v bývalých zámeckých konírnách je galerie, v areálu je také Zámecká kavárna.

## Architektura
Zámek je dnes součástí kompaktní městské zástavby západně od centra, původně byl ale koncipován jako samostatně stojící budova na místě několika předměstských gruntů, které pro tento účel skoupil Hynek Bruntálský z Vrbna, když se koncem 16. století rozhodl přenést rodové sídlo z hradu Helfštýna do Lipníku. Zámek byl postaven v letech 1597–1609 za Hynka Bruntálského a jeho syna Jiřího, na jeho vzniku se podílel italský stavitel Pietro Valmadrio. Z původní renesanční podoby se dodnes dochoval jen kamenný portál s erbem Jiřího Bruntálského z Vrbna a jeho manželky.
I když za vlády Ditrichštejnů poklesl význam Lipníku jako panského sídla, již v padesátých letech 17. letech za Maxmiliána z Ditrichštejna došlo k rozšíření zámeckého areálu přístavbou bočních hospodářských křídel. Vzniklo tak nádvoří, na němž byla zřízena okrasná zahrada, rozšířená i do vzdálenějších prostor jižně od zámku.

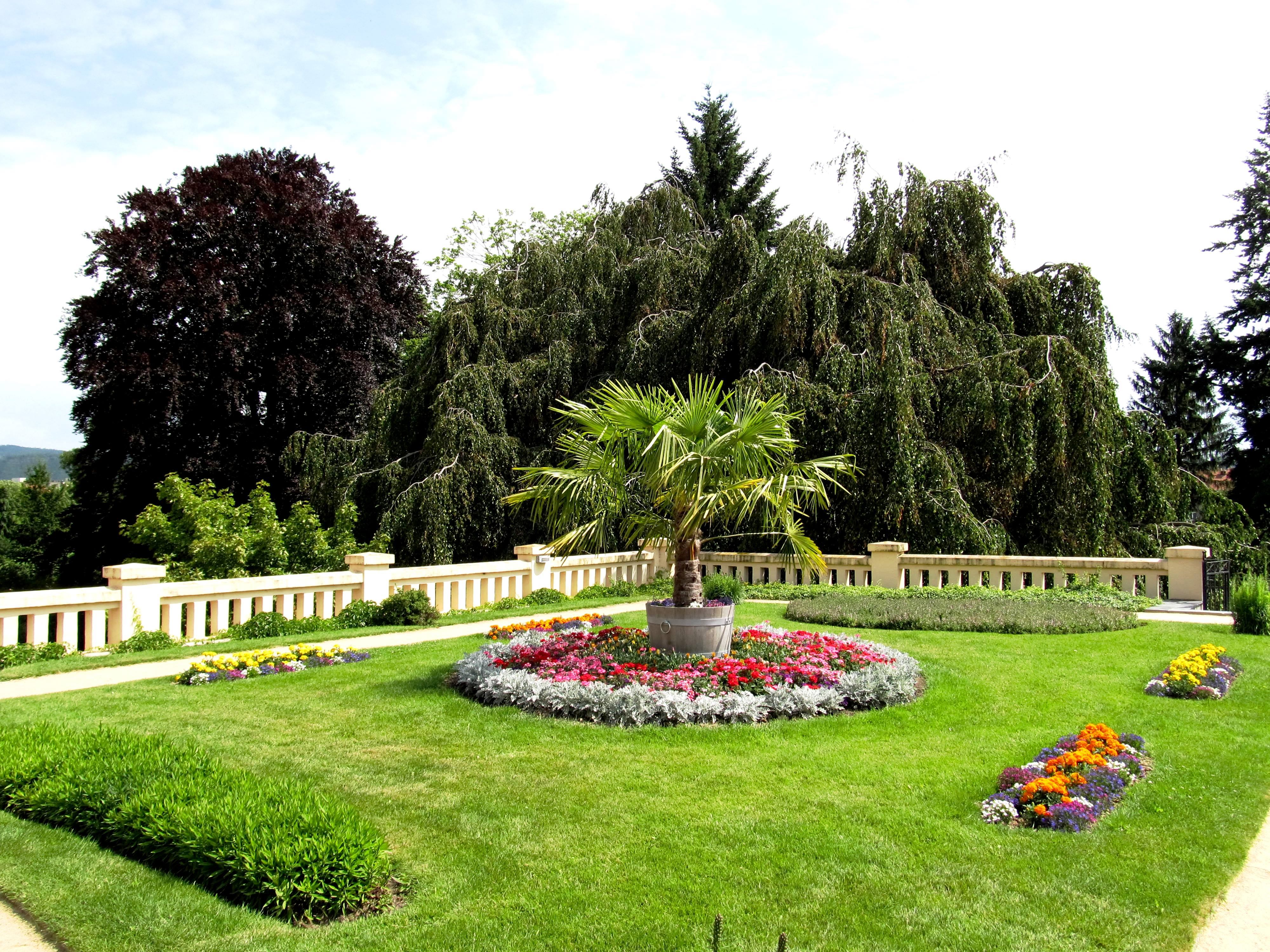
Střešní zahrada

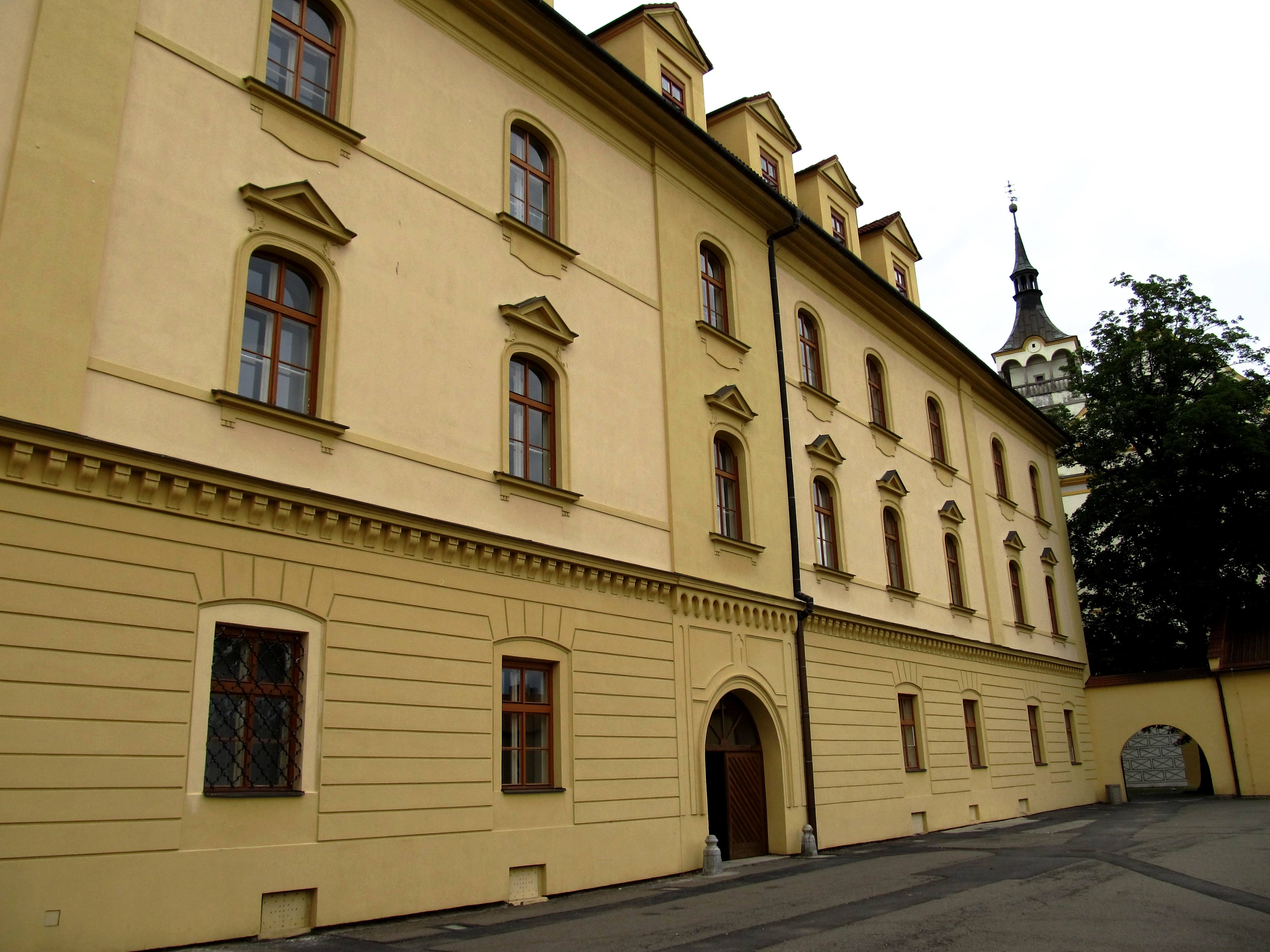
Východní křídlo zámku

Rezidencí se stal zámek znovu až v polovině 19. století, kdy po vymření Ditrichštejnů jedna z dědiček Gabriela Ditrichštejnová, provdaná kněžna Hatzfeldová (1825–1909), získala Lipník a Hranice jako svůj dědický podíl. S manželem Alfredem podnikla po roce 1860 pseudobarokní a pseudoempírovou přestavbu zámku, který tak dostal svou současnou podobu. Autorem přestavby byl architekt Josef Zürk, který také ve spolupráci se zahradníkem Ferdinandem Wenzlem v roce 1863 projektoval unikátní střešní zahradu na budově koníren. Střešní zahrada prošla zásadní rekonstrukcí v roce 1911, kdy hraběnka Antoinetta Althannová nechala vybudovat železobetonovou trámovou konstrukci a izolaci, které měly bránit zatékání z terasy do budovy pod ní. Po roce 1945 sloužila střešní terasa jako běžná užitková zahrada pro pěstování zeleniny nájemníkům v bytech zámku. Podle dobových fotografií byla rekonstruována do původní podoby v roce 2006 a v roce 2012 se umístila v anketě Sedm divů Olomouckého kraje.
Jižně od areálu zámku se rozkládá anglický park, jehož současná podoba pochází z 80. let 19. století. V bezprostřední blízkosti střešní zahrady se nachází výjimečný exemplář buku lesního (Fagus sylvatica). Rozvětvený buk zvaný Opičák má několik samostatných kořenů a patří k výrazným dominantám zámeckého parku.